# Mercedes-Benz O 500

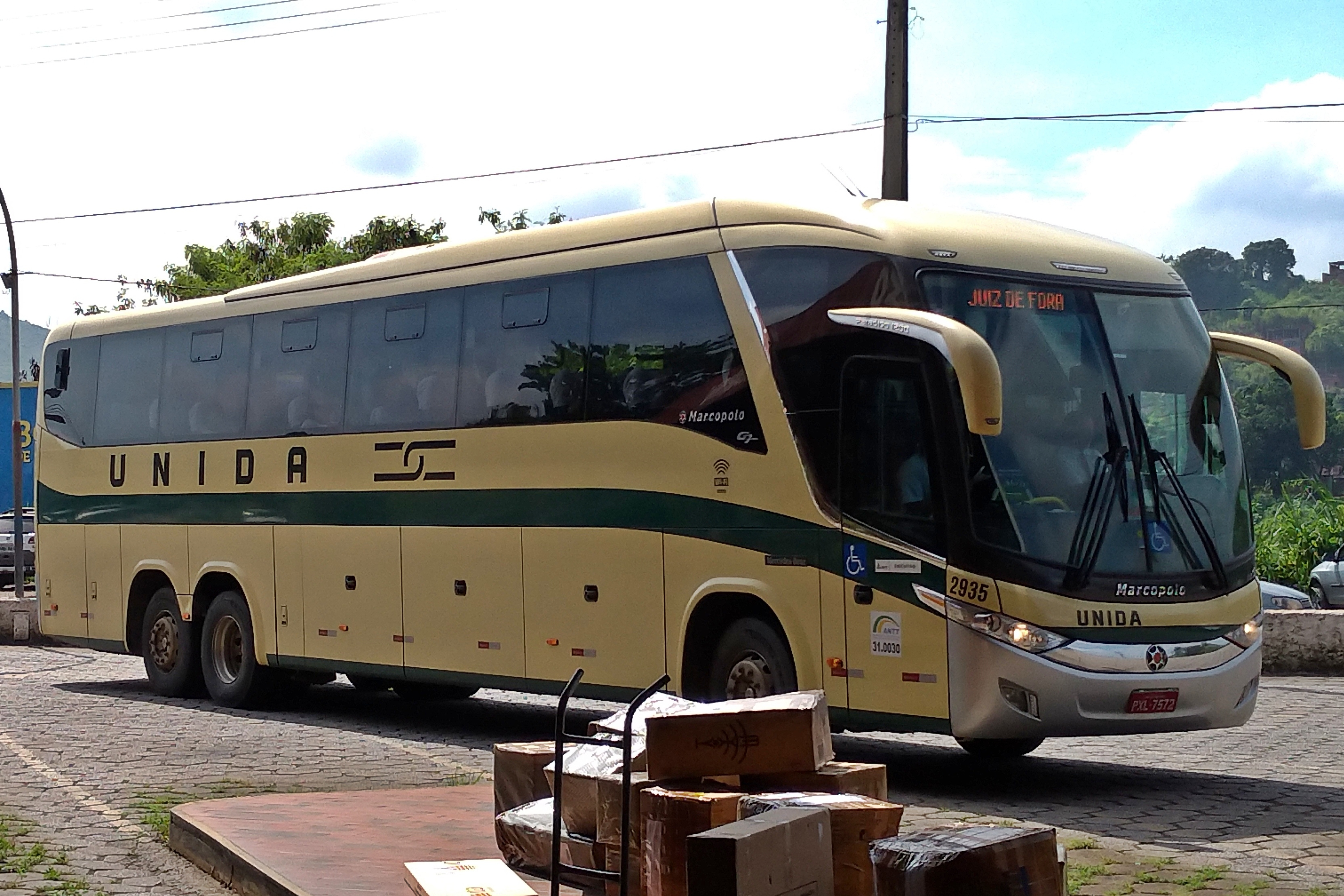
Un Mercedes-Benz O 500

Mercedes-Benz O 500 es una serie de plataformas carrozables con motor trasero y suspensión 100 % neumática. Son construidas en Brasil por Mercedes-Benz desde 2001, reemplazando definivitamente a la serie O 400 en 2008. Se destaca el hecho que desde 1996 Mercedes Benz Brasil dejó de fabricar buses monoblocks (carrozados directamente por la empresa) dedicándose solamente a la construcción de plataformas carrozables para carrozadores externos.
Es la variante americana de la serie Mercedes Benz OC 500, la cual reemplazó en Europa al O 400 y sus variantes (O 405 y O 404), siendo derivadas de la plataforma del Citaro O 530.
Su uso es tanto para el ámbito urbano (en donde se coloca por encima de la gama OH) como de mediana y larga distancia, siendo un chasis dinámico y adaptable.
Sus principales competidores son: Agrale MT17.0, Volkswagen 18.280 EOT, Scania Serie K y Volvo serie B

## Plataformas carrozables para autobuses urbanos disponibles
- M/1826: Chasis rígido de piso alto 4x2, motor OM-906LA Euro III de 258 CV, caja de cambios MB-G 85-6 de serie (ZF-Ecomat 5HP-502 opcional) y frenos de tambor. En 2013 fue actualizado con el Motor OM926 LA (Proconve P-7) de 256CV, caja de cambios automática Voith Diwa 5854.5 de 5 marchas con retardador o manual ZF Ecolife 6 AP 1000 de 6 marchas con retardador.
- U/1723: Chasis rígido "Low Entry" (Piso Bajo) 4x2, motor OM-906LA Euro III de 231 CV, caja de cambios automática ZF Ecomat 5HP-502 de 5 marchas con retardador y frenos de disco. En 2013 fue actualizado a 1826 con el Motor OM926 LA (Proconve P-7) de 256CV,con caja de cambios automática Voith Diwa 5854.5 de 5 marchas con retardador.
- MA/2636: Chasis articulado de piso alto 6x2, motor OM-457LA Euro III de 360 CV, caja de cambios automática ZF Ecomat con retardador incorporado de serie (o caja-retardador Voith DIWA como opcional) y frenos de tambor.
- UA/2836: Chasis articulado de piso bajo 6x2, motor OM-457LA Euro III de 360 CV, caja de cambios automática ZF Ecomat 5HP-502 de serie, con retardador(caja automática Voith DIWA 864.3E con retardador incorporado como opcional) y frenos de disco.

## Plataformas carrozables para autobuses rodoviarios disponibles
- M/1626 "Buggy": Chasis 4x2 con motor OM-906LA Euro III de 260 CV y caja de cambios MB-G 85-6.
- R/1830: Chasis 4x2 (adaptable a 6x2) con motor OM-926LA Euro III de 305 CV, caja de cambios mecánica-sincronizada ZF S/6-1550 y retardador ZF opcional. Disponible desde el año 2006.
- RS/1833: Chasis 4x2 con motor OM-457LA Euro III de 330 CV, caja de cambios mecánica-sincronizada ZF S/6-1550 y retardador ZF opcional. Está disponible desde el año 2008.
- RS/1836: Chasis 4x2 (adaptable a 6x2) con motor OM-457LA Euro III de 360 CV, caja de cambios MB-GO 190-6 y retardador ZF opcional. Disponible desde el año 2008.
- RSD/2436: Chasis 6x2 (adaptable a 8x2) con motor OM-457LA Euro III de 360 CV, caja de cambios MB-GO 190-6 y retardador ZF de serie. Disponible desde el año 2007.
- RSD/2442: Chasis 6x2 (adaptable a 8x2) con motor OM-457LA Euro III de 422 CV, caja de cambios MB-GO 210-6 y retardador ZF de serie. Cuenta con sistema de ventilación autónoma del radiador y está disponible desde el año 2008. Estos últimos tres chasis poseen el diseño de consola central del OC 500.

## Modelo descontinuado
- R/1632: Chasis 4x2 con motor OM-926LA Euro II de 326 CV, caja de cambios mecánica-sincronizada ZF S/6-1550, retardador ZF opcional, columna de mando ajustable y panel de instrumentos similar al de la serie OC-500 europea. Se fabricó entre los años 2001 y 2005.
- RS/1636: Chasis 4x2 (adaptable a 6x2) con motor OM-457LA Euro II de 360 CV, caja de cambios MB-GO 190-6 y retardador ZF de serie. Se fabricó entre los años 2004 y 2008.
- RSD/2036: Chasis 6x2 (adaptable a 8x2) con motor OM-457LA Euro III de 360 CV, caja de cambios MB-GO 190-6 y retardador ZF de serie. Se fabricó entre los años 2005 y 2007.

## Carroceras de buses en Argentina
- Metalpar Tango (2003) / Metalpar Tronador (2004-2009)
- La Favorita (2004-2006) / La Favorita GR (2010-2013)
- Ugarte Europeo (2004-2006) / Ugarte Europeo II (2007-2010)
- Italbus Tropea (2005-2010) / Italbus Tropea II (2011-2015)
- Nuovobus (2010-2014)
- Bimet (2004)